# ’Are’are jezik
’Are’are jezik (areare; ISO 639-3: alu), jedan od četiri južnomalaitskih jezika, šira malaitska skupina, kojim govori 17 900 ljudi (1999 SIL) na otoku South Malaita ili Maramasike u Solomonskim otocima.
Postoje dva dijalekta: ’are’are i marau (marau sound).

## Vanjske poveznice
- Ethnologue (14th)
- Ethnologue (15th)